# ピーア・サアアンスン
ピーア・サアアンスン（デンマーク語: Pia Sørensen、1967年6月14日 - ）は、デンマークの競泳選手。
1988年の夏季オリンピックで、4 x 100mメドレーリレー、200m平泳ぎ、4 x 100m自由形リレー、100m自由形の4種目に出場した。結果は、メドレーリレーは失格、200m平泳ぎ25位、100m自由形26位、自由形リレー8位であった。